# Ди Сильвестри, Гари
Гари Ди Сильвестри (англ. Gary di Silvestri; 3 февраля 1967 года, Статен-Айленд, Нью-Йорк, США) — доминикский лыжник, участник Олимпийских игр в Сочи. Муж участницы Олимпийских игр Анжелики Ди Сильвестри.

## Карьера
В Кубке мира Ди Сильвестри никогда не выступал. Имеет опыт выступлений в Австрало-Новозеландском кубке, где его лучшим результатом в общем итоговом зачёте стало 43-е место в сезоне 2013-14.
На Олимпийских играх 2014 года в Сочи стартовал в гонке на 15 км классическим стилем, но пробежав всего 300 метров сошёл с дистанции, ввиду того, что незадолго до этого заболел гастроэнтеритом. Так же был знаменосцем Доминики на церемонии открытия игр.
За свою карьеру в чемпионатах мира пока не участвовал.